# Estados Unidos en los Juegos Paralímpicos de Atlanta 1996
Estados Unidos estuvo representado en los Juegos Paralímpicos de Atlanta 1996 por un total de 328 deportistas, 239 hombres y 89 mujeres.

## Medallistas
El equipo paralímpico estadounidense obtuvo las siguientes medallas:
| Nombre | Deporte                       | Evento                                               |
| --- | ----------------------------- | ---------------------------------------------------- |
| Oro |                               |                                                      |
| Leann Shannon | Atletismo                     | 100 m T52 femenino                                   |
| Leann Shannon | Atletismo                     | 200 m T52 femenino                                   |
| Leann Shannon | Atletismo                     | 400 m T52 femenino                                   |
| Jean Driscoll | Atletismo                     | 10 000 m T52-53 femenino                             |
| Jean Driscoll | Atletismo                     | Maratón T52-53 femenino                              |
| Linda Mastandrea | Atletismo                     | 200 m T32-33 femenino                                |
| Ellen Hyman | Atletismo                     | Disco F34-35 femenino                                |
| Jennifer Barrett | Atletismo                     | Disco F42-44/46 femenino                             |
| Marla Runyan | Atletismo                     | Pentatlón P10-12 femenino                            |
| Tony Volpentest | Atletismo                     | 100 m T43-44 masculino                               |
| Tony Volpentest | Atletismo                     | 200 m T43-44 masculino                               |
| Shawn Meredith | Atletismo                     | 400 m T51 masculino                                  |
| Shawn Meredith | Atletismo                     | 800 m T51 masculino                                  |
| Joseph Parker | Atletismo                     | 800 m T34-36 masculino                               |
| Joseph Parker | Atletismo                     | 5000 m T34-37 masculino                              |
| Ross Davis | Atletismo                     | 100 m T33 masculino                                  |
| Paul Nitz | Atletismo                     | 100 m T51 masculino                                  |
| Freeman Register | Atletismo                     | 200 m T34-35 masculino                               |
| David Larson | Atletismo                     | 400 m T32-33 masculino                               |
| Shawn Brown | Atletismo                     | Disco F43-44 masculino                               |
| Larry Hughes | Atletismo                     | Disco F56 masculino                                  |
| Arnold Astrada | Atletismo                     | Peso F54 masculino                                   |
| Dory Selinger | Ciclismo en pista             | Ómnium LC3 mixto                                     |
| Daniel Nicholson | Ciclismo en ruta              | Ruta 20k CP3 mixto                                   |
| Vicki Sweigart | Hípica                        | Doma individual grado II mixto                       |
| Vicki Sweigart | Hípica                        | Kur Trot grado II mixto                              |
| Kim Brownfield | Levantamiento de potencia     | +100 kg masculino                                    |
| Joyce Luncher | Natación                      | 50 m libre S9 femenino                               |
| Joyce Luncher | Natación                      | 100 m libre S9 femenino                              |
| Joyce Luncher | Natación                      | 100 m mariposa S9 femenino                           |
| Trischa Zorn | Natación                      | 100 m espalda B2 femenino                            |
| Trischa Zorn | Natación                      | 200 m estilos B2 femenino                            |
| Camille Waddell | Natación                      | 100 m braza SB5 femenino                             |
| Elizabeth Scott | Natación                      | 100 m mariposa B3 femenino                           |
| Keith Pittman Diane Straub Joyce Luncher Karen Norris | Natación                      | 4 × 100 m estilos S7-10 femenino                     |
| Daniel Kelly | Natación                      | 100 m espalda B1 masculino                           |
| Daniel Kelly | Natación                      | 200 m estilos B1 masculino                           |
| James Thompson | Natación                      | 50 m braza SB2 masculino                             |
| Luis Alicea | Natación                      | 100 m libre S9 masculino                             |
| Jason Wening | Natación                      | 400 m libre S8 masculino                             |
| Daniel Butler | Natación                      | 50 m mariposa S5 masculino                           |
| Daniel Butler Gregory Burns Martin Parker Aaron Paulson | Natación                      | 4 × 50 m estilos S1-6 masculino                      |
| James Thompson Daniel Butler Gregory Burns Martin Parker Aaron Paulson | Natación                      | 4 × 50 m libre S1-6 masculino                        |
| Jennifer Johnson | Tenis de mesa                 | Individual 4 femenino                                |
| Tahl Leibovitz | Tenis de mesa                 | Individual 7 masculino                               |
| Vance Parmelly Stephen Welch | Tenis en silla de ruedas      | Dobles masculino                                     |
| Plata |                               |                                                      |
| Laura Schwanger | Atletismo                     | Disco F53-54 femenino                                |
| Laura Schwanger | Atletismo                     | Jabalina F53-54 femenino                             |
| Laura Schwanger | Atletismo                     | Peso F53-54 femenino                                 |
| Cheri Becerra | Atletismo                     | 100 m T53 femenino                                   |
| Cheri Becerra | Atletismo                     | 200 m T53 femenino                                   |
| Linda Mastandrea | Atletismo                     | 100 m T32-33 femenino                                |
| Jean Waters | Atletismo                     | 400 m T51 femenino                                   |
| Leann Shannon | Atletismo                     | 800 m T52 femenino                                   |
| Jean Driscoll | Atletismo                     | 5000 m T52-53 femenino                               |
| Marla Runyan | Atletismo                     | Peso F12 femenino                                    |
| Scot Hollonbeck | Atletismo                     | 800 m T53 masculino                                  |
| Scot Hollonbeck | Atletismo                     | 1500 m T52-53 masculino                              |
| Robert Balk | Atletismo                     | Jabalina F55 masculino                               |
| Robert Balk | Atletismo                     | Pentatlón P53-57 masculino                           |
| Lincoln Scott | Atletismo                     | 100 m T37 masculino                                  |
| Shawn Meredith | Atletismo                     | 200 m T51 masculino                                  |
| Tico Clawson | Atletismo                     | 200 m MH masculino                                   |
| Henry Willis | Atletismo                     | 10 000 m T10 masculino                               |
| Bart Dodson | Atletismo                     | Maratón T50 masculino                                |
| Ryan Blankenship Freeman Register Lincoln Scott Jason Tercey | Atletismo                     | 4 × 100 m T34-37 masculino                           |
| Denton Johnson | Atletismo                     | Disco F34/37 masculino                               |
| Marc Fenn | Atletismo                     | Disco F54 masculino                                  |
| Douglas Heir | Atletismo                     | Peso F51 masculino                                   |
| Thomas Bourgeois | Atletismo                     | Pentatlón P44 masculino                              |
| Cara Dunne | Ciclismo en pista             | 1 km contrarreloj tándem clase abierta mixto         |
| Kathleen Urschel | Ciclismo en pista             | Persecución individual tándem clase abierta mixto    |
| Rex Patrick | Ciclismo en pista             | Ómnium LC3 mixto                                     |
| Julia Haft | Ciclismo en ruta              | Ruta tándem clase abierta 50/60k femenino            |
| Daniel Nicholson | Ciclismo en ruta              | 5000 m contrarreloj CP3 mixto                        |
| Trischa Zorn | Natación                      | 50 m libre B2 femenino                               |
| Trischa Zorn | Natación                      | 400 m libre B2 femenino                              |
| Joyce Luncher | Natación                      | 100 m braza SB9 femenino                             |
| Joyce Luncher | Natación                      | 200 m estilos SB9 femenino                           |
| Karen Norris | Natación                      | 100 m espalda S10 femenino                           |
| Julie Wolfe | Natación                      | 400 m libre S7 femenino                              |
| Stephanie Brooks Camille Waddell Susan Moucha Jill Nelson | Natación                      | 4 × 50 m estilos S1-6 femenino                       |
| Mandy Sommer Trischa Zorn Elizabeth Scott Katie Edgar | Natación                      | 4 × 100 m estilos B1-3 femenino                      |
| Brenda Levy Allison Pittman Joyce Luncher Karen Norris | Natación                      | 4 × 100 m libre S7-10 femenino                       |
| Daniel Kelly | Natación                      | 100 m braza B1 masculino                             |
| Daniel Kelly | Natación                      | 100 m libre B1 masculino                             |
| Gregory Burns | Natación                      | 100 m espalda S6 masculino                           |
| Luis Alicea | Natación                      | 400 m libre S9 masculino                             |
| Mitchell Seidenfeld | Tenis de mesa                 | Individual 8 masculino                               |
| Stephen Welch | Tenis en silla de ruedas      | Individual masculino                                 |
| Hope Lewellen Nancy Olson | Tenis en silla de ruedas      | Dobles femenino                                      |
| Kevin Szott | Yudo                          | +95 kg masculino                                     |
| Bronce |                               |                                                      |
| Cheri Becerra | Atletismo                     | 400 m T53 femenino                                   |
| Cheri Becerra | Atletismo                     | 800 m T53 femenino                                   |
| Sheila O'Neil | Atletismo                     | 100 m T32-33 femenino                                |
| Ann Walters | Atletismo                     | 800 m T52 femenino                                   |
| Jean Driscoll | Atletismo                     | 1500 m T52-53 femenino                               |
| Deanna Sodoma | Atletismo                     | Maratón T52-53 femenino                              |
| Jennifer Barrett | Atletismo                     | Peso F42-44/46 femenino                              |
| Henry Willis | Atletismo                     | 1500 m T10 masculino                                 |
| Henry Willis | Atletismo                     | 5000 m T10 masculino                                 |
| Patrick Cottini | Atletismo                     | 5000 m T51 masculino                                 |
| Patrick Cottini | Atletismo                     | Maratón T51 masculino                                |
| Douglas Heir | Atletismo                     | Disco F51 masculino                                  |
| Douglas Heir | Atletismo                     | Jabalina F51 masculino                               |
| Jerry Deets | Atletismo                     | Peso F53 masculino                                   |
| Jerry Deets | Atletismo                     | Pentatlón P53-57 masculino                           |
| Gabriel Diaz de Leon | Atletismo                     | Disco F52 masculino                                  |
| Richard Ruffalo | Atletismo                     | Jabalina F10 masculino                               |
| Aaron Little | Atletismo                     | Maza F50 masculino                                   |
| Asa Ison | Atletismo                     | Peso F43-44 masculino                                |
| Wardell Gadson | Atletismo                     | Salto de longitud MH masculino                       |
| Douglas Collier | Atletismo                     | Pentatlón P44 masculino                              |
| David Larson | Atletismo                     | 100 m T33 masculino                                  |
| Freeman Register | Atletismo                     | 100 m T35 masculino                                  |
| Todd Schaffhauser | Atletismo                     | 100 m T42 masculino                                  |
| Matthew Parry | Atletismo                     | 100 m T52 masculino                                  |
| Arthur Lewis | Atletismo                     | 200 m T12 masculino                                  |
| Bradley Ramage | Atletismo                     | 200 m T51 masculino                                  |
| William Davis | Atletismo                     | 400 m T32-33 masculino                               |
| Bart Dodson | Atletismo                     | 800 m T50 masculino                                  |
| Thomas Bourgeois Matthew Bulow Douglas Collier Dennis Oehler | Atletismo                     | 4 × 100 m T42-46 masculino                           |
| Andre Asbury Marvin Campbell Winford Haynes Arthur Lewis | Atletismo                     | 4 × 100 m T10-12 masculino                           |
| Winford Haynes Kelvin Hogans Craig Mallinckrodt Edward Munro | Atletismo                     | 4 × 400 m T10-12 masculino                           |
| Jamie Danskin Pamela Fontaine Susan Hagel Sharon Herbst Ronda Jarvis Josie Johnson Kimberly Martin Ruth Nunez Margaret Stran Jana Stump Tiana Tozer Renee Tyree             | Baloncesto en silla de ruedas | Torneo femenino                                      |
| Reginald Colton Chuck Gill Trooper Johnson Melvin Sean Juette Timothy Kazee Roberto Knight James Miller Mike Schlappi Mark Shepherd Craig Shewmake Randy Snow Darryl Waller | Baloncesto en silla de ruedas | Torneo masculino                                     |
| Steven Thompson | Bochas                        | Individual C1 mixto                                  |
| Julia Haft | Ciclismo en pista             | Persecución individual tándem clase abierta femenino |
| Pamela Fernandes | Ciclismo en pista             | 1 km contrarreloj tándem clase abierta mixto         |
| Cara Dunne | Ciclismo en pista             | 200 m velocidad tándem clase abierta mixto           |
| Lawrence Schultz | Ciclismo en ruta              | Ruta 20k CP4 mixto                                   |
| Lawrence Schultz | Ciclismo en ruta              | 5000 m contrarreloj CP4 mixto                        |
| Corey Huntley | Ciclismo en ruta              | 5000 m contrarreloj triciclo CP2 mixto               |
| Jen Armbruster Irene Davis-Sparks Patti Egensteiner-Asbury Maureen Esposito Sheryl Gordon Margaret Ostrowski                                                                | Golbol                        | Torneo femenino                                      |
| Lauren McDevitt | Hípica                        | Doma individual grado II mixto                       |
| Pernell Cooper | Levantamiento de potencia     | +100 kg masculino                                    |
| Elizabeth Scott | Natación                      | 100 m braza B3 femenino                              |
| Elizabeth Scott | Natación                      | 100 m espalda B3 femenino                            |
| Elizabeth Scott | Natación                      | 200 m estilos B3 femenino                            |
| Trischa Zorn | Natación                      | 100 m braza B2 femenino                              |
| Trischa Zorn | Natación                      | 100 m libre B2 femenino                              |
| Aimee Bruder | Natación                      | 100 m libre S4 femenino                              |
| Aimee Bruder | Natación                      | 200 m libre S4 femenino                              |
| Brenda Levy | Natación                      | 50 m libre S8 femenino                               |
| Aimee Bruder Stephanie Brooks Camille Waddell Sandra Hanebrink | Natación                      | 4 × 50 m libre S1-6 femenino                         |
| Mandy Sommer Trischa Zorn Elizabeth Scott Dawn Duffy | Natación                      | 4 × 100 m libre B1-3 femenino                        |
| Daniel Kelly | Natación                      | 50 m libre B1 masculino                              |
| Daniel Kelly | Natación                      | 100 m mariposa B2 masculino                          |
| Aaron Paulson | Natación                      | 100 m braza SB5 masculino                            |
| Craig Laufenberg | Natación                      | 50 m espalda S4 masculino                            |
| Luis Alicea | Natación                      | 50 m libre S9 masculino                              |
| James Thompson | Natación                      | 200 m libre S4 masculino                             |
| Tahl Leibovitz Mitchell Seidenfeld | Tenis de mesa                 | Equipo 6-8 masculino                                 |
| Jennifer Johnson Jacqueline di Lorenzo Terese Terranova | Tenis de mesa                 | Equipo 3-5 femenino                                  |
| Marlon Lopez | Yudo                          | –65 kg masculino                                     |
| Stephan Moore | Yudo                          | –71 kg masculino                                     |
| James Mastro | Yudo                          | –95 kg masculino                                     |